# Ancyla nigricornis
Ancyla nigricornis är en biart som beskrevs av Heinrich Friese 1902. Ancyla nigricornis ingår i släktet Ancyla och familjen långtungebin. Inga underarter finns listade i Catalogue of Life.